# 橘まお
橘 まお（たちばな まお）は、日本の女性声優。主にアダルトゲームに声をあてている。

## 人物
もともと「アニメは観て楽しむもの」という考えがあり、作る方には興味がなかったものの、小学校6年生の時に友達の一人が声優になりたいと言い始めたことがきっかけで、声優という仕事を知る。その友達のためにと思って勝手に声優について調べたり、養成所のパンフレットを取り寄せているうちに声優について詳しくなり、次第に興味を持つようになったという。またそのころに友達で集まって漫画を声に出して読み合わせをするという遊びを始めたところ、「キャラクターのセリフを言うのが楽しい」と思うようになり、その延長で声優になりたいと思うようになったという。
結局その友達は途中で声優を目指すことをやめたが、それでも声優になりたいという思いは変わらず、高校生でも通える養成所を探して15歳の時に養成所に入所した。
養成所に入った頃は一般向けの洋画やアニメに出てくるような些細なエッチシーンやセリフすら恥ずかしくて苦手としていた。転機となったのは、そのようなシーンについても真摯に取り組む講師がいたことで、その講師を喜ばせるべるためには「ドエロく演じなくては」と恥ずかしさを捨て思いっきり演じたことでエッチなシーンを演じることの楽しさに目覚めたという。
2010年、知り合いの紹介で『Cure Mate Club』のサブキャラクター・栗林 かのこ役のオーディションに参加し、この作品がデビュー作となる。橘は2025年の「BugBug」とのインタビューの中で、成人向け作品は「何をするのかわからない」という感じから抵抗感があったが、この役はサブキャラクターということであまりきわどい場面はなかったと振り返っている。その後、音響監督の紹介でワークショップに参加する。
養成所のスタッフや事務所のマネージャーからは「養成所の中ではうまいが、これといって特徴がない」と言われ、またそのことを自分でも自覚しており、それならどうしたらいいのかを色々考えて試行錯誤してきたという。2012年に『ぜったい!マジイキ!?イチャずらはぷにんぐ! 〜変形!、変態?手に入れた能力でエロメロパワーを収集せよ〜』でメインヒロインの唯を演じて以来、『ハレカノ 〜2人の幼なじみとハーレムな関係〜』などオーディションの合格が相次いだ。
また、橘自身は妹役を苦手としていたにもかかわらず、2013年の『妹ぱらだいす!2 〜お兄ちゃんと5人の妹のも〜っと! エッチしまくりな毎日〜』では伊東ライフからそれに該当する理々奈役に抜擢され、橘にとっての転記になった。また、『妹ぱらだいす!2』と同日に発売された『と〜めいヘブン! 〜透明人間になって美少女たちをもみまくりッ!!〜』でも妹役に起用された。
2019年5月1日、運動障害系の病気にかかっており、2016年末頃から治療中であることをTwitterで公表した。2017年末から仕事を減らし、無理のない範囲で継続している。
2023年4月1日、所属事務所を退所しフリーランスでの活動を開始。

### 演技方針
演義に際しては、キャラクターに合わせることを重視している。キャラ萌え作品であれば、自分が演じるヒロインをかわいく演じることを重視し、抜きゲーではHシーンに妥協しないと橘は語っている。また、サブキャラクターの場合は作品の全体を理解し、キャラクターの役割を把握したうえで演技する。
声がどうしても納得のいくロリキャラにならないからという理由でロリキャラを演じるのを苦手としている。
台本はタブレットに入れて持ち歩くようにしている。これについて橘はデータ台本が普及しかけたころ、セリフ数は少ないが出番が多いキャラクターの役を演じる際、収録の度に大量の台本を持ち歩く羽目になったことがきっかけだったと2025年のインタビューの中で語っており、最初のころはダウンロードの失敗やデータの消失が怖く、ソーシャルゲームのような短い台本は紙とタブレットを両方を持参したと振り返っている。

### 交友関係・趣味
藤森ゆき奈とはまだデビューしてなかった頃に演劇のワークショップで知り合い、それ以来仲が良い。
2020年6月8日、自身のツイキャス「まいにちまおにち」にて、「まおさんサブウェイはプロですから」と公言し、お勧めの注文方法を教えられるほどのサブウェイガチ勢。

## 出演作品
太字は主役・メインキャラクター。

### アダルトゲーム

#### 2010年
- Cure Mate Club（栗林 かのこ[7]）
- シコタマ学園ハレンチ女子寮 〜ボク女の子なのにシコシコされちゃう〜（新山 沙奈[8]）

#### 2011年
- 虜囚女教師 〜肉欲の放課後〜（生王 来未子）

#### 2012年
- 独り占め -ひとりじめ-（東雲 彩奈）
- マテリアルブレイブ
- 痴漢電車（水沢 恭子）
- ぜったい!マジイキ!?イチャずらはぷにんぐ! 〜変形!、変態?手に入れた能力でエロメロパワーを収集せよ〜（霧島 唯[9]）
- ハレカノ 〜2人の幼なじみとハーレムな関係〜（志筑 つぐみ[10]）

#### 2013年
- 籠女の繭 〜受胎忍法帖〜（鷹村 かがり[11]）
- おっぱい以外がダメすぎる姉（天神 妃乃里[12]）
- 妹ぱらだいす!2 〜お兄ちゃんと5人の妹のも〜っと! エッチしまくりな毎日〜（七瀬 理々奈[13]）
- あいこみゅ!! -IDOL Communication-（江釣子 高嶺[14]）
- と〜めいヘブン! 〜透明人間になって美少女たちをもみまくりッ!!〜（河内 涼[15]）
- へんたいイニシアチブ 〜妹と従姉妹に握られ性活〜（浅木 穂乃香[16]）
- パパドキッ! 〜パパが大好きだけど、家族だから問題ないよね!〜（藤本 百花）[17]
- 巨乳家族催眠「家族なんだから、セックスするのは当たり前だよね……」（間宮 夏希）
- PriministAr -プライミニスター-（その他）[18][19]
- 魔法少女リィ -淫魔の試練場-（リィーネ・ベレスフォード）[20]
- お兄ちゃんシェアリング（母親（せせり母））[19]
- 机乙女。（広崎 鈴子）[21]
- 戦場のフォークロア ─亡国の騎士団─（クリスティーナ・ギグス）[22]
- 真・秘湯めぐり（生王 来未子）

#### 2014年
- クトゥルフ姦話（三日月 彩希）[23]
- 腐果の濡獄 〜蠢く妄執の連鎖……終わりのない饗宴〜（島崎 真希）[24]
- MeltyMoment -メルティモーメント-（その他）[19]
- らぶらぶエルフと子作り新婚性活♪（ユミナ）[25]
- おとなり恋戦争!（白川 春江）[26]
- 戦場のフォークロア-追加シナリオ-（クリスティーナ・ギグス）
- PURE×LOVER -姉と幼なじみとH（ハーレム）なカンケイ-（支倉 静乃）[27]
- 子作りしようよ ソーマくん〜えっちな娘でもいいですか?〜（遊佐 愛桂）[28]
- 魔女こいにっき（加藤 恋）[29]
- 牝・束・縛（崎守 麗華）[30]
- ちっちゃらぶアパート（倉本 栄子）[31]
- ゆめみがちーく!（大貫 和葉）[32]
- 真面目と囁かれるオレを幼なじみの理彩が性的な意味も込めて陥落していく話（高藤 理彩）[33]
- 深淵の瞳は恋の色（鞍馬 カルア）[34]
- フラテルニテ（星野 円夏）[35]
- 恋愛リベンジ（鈴白 鈴）[36]
- お兄ちゃん、右手の使用を禁止します!（妹尾 つぐみ）[37]
- BunnyParadise ばにぱら〜恋人全員バニー化計画〜（一千 花凛）[38]
- あの晴れわたる空より高く（大澄 千紗）[39]
- すたーらいと☆アイドル -Colorful Top Stage!-（水無瀬 藍華）[40]
- 乙女が奏でる恋のアリア（二ノ宮 美琴）[41]
- 紙の上の魔法使い（遊行寺 夜子）[42]
- ヒマワリと恋の記憶（荻浜 茜）[43]
- ユニオリズム・カルテット（ユリフィーナ・ソル・エレアノルト）[44]
- 帝都飛天大作戦（月山 キトラ）[45]
- ハーレムめいと（黛 彩佳、マイペースタイプ）[46]
- 真面目と囁かれるオレを地味巨乳のなずなが性的な意味も込めて陥落していく話（高藤 理彩）

#### 2015年
- 不条理世界の探偵令嬢〜秘密のティータイムは花園で〜（土屋 恵衣）[47]
- 毎日がハーレムすぎて王子は姫を決められないっ!（当麻 美鈴）[48]
- キシ×カノ（抹緑 みかも）[49]
- シロガネ×スピリッツ!（逢坂 万梨沙）[50]
- イブニクル（ナタール）[51]
- love, VAMPIRE FLOWERS（エリザベート・シュナーベル）[52]
- 乙女が奏でる恋のアリア 〜君に捧げるアンコール〜（二ノ宮 美琴）
- メイプルカラーズHHH〜クラス全員俺の嫁!〜（白銀 りこ）[53]
- ランス03 リーザス陥落（魔想 志津香）[54]
- 真・恋姫†英雄譚2 〜乙女艶乱☆三国志演義［魏］〜（郭嘉）[55]
- 僕と恋するポンコツアクマ。（藤真 咲莉）[56]
- 恋愛フェイズ（久美浜 ゆき）[57]
- 吸血姫のリブラ（リコリス・ラジアータ）[58]
- 天ノ空レトロスペクト（石生楽 深澄）[59]
- ロイヤルガーデン 〜乙女に恋する皇子の戯曲〜（ル・セラ・アンフルール・フィオーネ）[60]
- 私が好きなら「好き」って言って!（御所川原 友希）[61]
- ナデレボ!（朱峰 涼浬）[62]
- Maggot baits（キャロル・ザ・ウィッチ）[63]
- 果つることなき未来ヨリ（プロート）[64]
  - 果つることなき未来ヨリ X-RATED（プロート）[65]
- 僕はキミだけを見つめる（市東 亮子）[66]
- 天文時計のアリア（月上 アリア）[67]

#### 2016年
- 恋する乙女と守護の楯〜薔薇の聖母〜（水無瀬 希望）[68]
- アンゲネームプラッツ（静馬 志津香）[69]
- つい・ゆり〜おかあさんにはナイショだよ〜（佐倉 一果）[70]
- まいてつ（浦上）[71]
- あなたをオトコにしてあげる!（秋海棠 璃火）[72]
- お兄ちゃん、キッスの準備はまだですか?（妹口 あさひ）[73]
- この恋、青春により。（青葉 京子）[74]
- 戦国†恋姫X〜乙女絢爛☆戦国絵巻〜（北条 暁月 氏規）[75]
- 僕と恋するポンコツアクマ。すっごいえっち！（藤真 咲莉）[76]
- 聖鍵遣いの命題（リム）[77]
- ナツイロココロログ（梅宮 香奈恵）[78]
- LAMUNATION!（碧海 らむね）[79]
- いもーと特区〜妹と結婚できるいい時代になりました〜（妹背 真美）[80]
- 銀色、遥か（ベスリー・ローズ・ディズリー）[81]
- Corona Blossom（霧島 茱萸子）[82]
- 生命のスペア（夙川 恵璃）[83]
- 夏の魔女のパレード（キャロル・メルクリス）[84]
- ユウワク スクランブル（星見 明日香）[85]
- ユニオリズム・カルテットA3-DAYS（ユリフィーナ・ソル・エレアノルト）[86]
- シンソウノイズ〜受信探偵の事件簿〜（風間 夏希）[87]
- 姫恋*シュクレーヌ!（白鳥 舞雪）[88]
- 夏彩恋唄（やっちゃん）[89]
- ワールド・エレクション（ロボ山 ロボ太）[90]

#### 2017年
- リアルエロゲシチュエーション！（天咲 彩愛）[91]
- キミの瞳にヒットミー（木梨 明莉）[92]
- 神様のゲーム-監禁された６人の男女-（水島 萌）[93]
- 真・恋姫†夢想-革命- 蒼天の覇王（郭嘉）[94]
- 猫忍えくすはーと（なち）[95]
- 働くオタクの恋愛事情（玖珂 七瀬）[96]
- 甘夏アドゥレセンス（久朗津 雅姫）[97]
- 新妻LOVELY×CATION（栗原 愛子）[98]
- お嬢様は素直になれない（壬生 なつき）[99]
- ゴールデンアワー（砂押リサ）[100]
- 景の海のアペイリア（桐島 三羽）[101]
- 幕末尽忠報国烈士伝 -MIBURO-（新見 錦）[102]
- BALDR BRINGER（姫 絹花）[103]
- アオイトリ（赤錆 美果子[104]）
- もののあはれは彩の頃。（クレア・コートニー・クレア）[105]
- ウブな処女のエッチなお願い（星見 果乃）[106]
- Suite Life（赤羽 アカリ）[107]
- 猫忍えくすはーと+PLUS（なち）[108]
- ツギハギめいくぴーす! -pretending×friendship-（花小路 いろは）
- ルリのかさね ～いもうと物語り～（菊正宗 依知子）[109]
- まほ×ろば -Witches spiritual home-（エニス・ユートリア）[110]
- ナツイロココロログ ～Happy Summer～（梅宮 香奈恵）[111]

#### 2018年
- 雲上のフェアリーテイル（ダリア・キルジャプキナ）[112]
- お嬢様は素直になれない〜大好きをキミだけに〜（壬生 なつき）[113]
- 夏色ラムネ（坂下 弥生）[114]
- 厨二姫の帝国 (碓氷 鈴華)
- 猫忍えくすはーと2（なち）[115]
- その大樹は魔界を喰らう!（エレオノーラ）
- 約束の夏、まほろばの夢（東 渚沙）[116]
- BALDR BRINGER EXTEND CODE（姫 絹花）[117]
- はるとゆき、（新庄 傘）[118]
- 言の葉舞い散る夏の風鈴（百合ノ木 真子）[119]
- 添いカノ〜ぎゅっと抱きしめて〜（千雪 灯子）[120]
- ゾンビのあふれた世界で俺だけが襲われない（牧浦 さやか）[121]
- リアルエロゲシチュエーション！ H×3（天咲 彩愛）[122]
- Tropical Liquor（ケイ）[123]
- 真・恋姫†夢想-革命- 孫呉の血脈（郭嘉）[124]
- BALDR BRINGER 絹花アフター（姫 絹花）[125]

#### 2019年
- Missing-X-Link 〜天のゆりかご、伽の花〜（春間 三咲）[126]
- 猫忍えくすはーと3（なち）[127]
- アイキス（鳥栖 十和子）
- どっちのiが好きですか？（渡 心音）[128]
- ソーサレス＊アライヴ! ～the World's End Fallen Star～（星原 美由紀）[129]
- 真・恋姫†夢想-革命- 劉旗の大望（郭嘉）[130]

#### 2020年
- アイキス2（鳥栖 十和子）[131]
- 紅月ゆれる恋あかり（朱雀院 紅葉）[132]
- まいてつ Last Run!!（浦上）
- ココロのカタチとイロとオト
- 隷嬢管理棟 〜制服少女たちの搾乳隷属記〜(沢見 祈里)[133]

#### 2021年
- 同級生リメイク （桜木 舞）[134]
- ガラス姫と鏡の従者（安西 鹿子[135]）
- うちの主は妖怪の常識をしらない (丹羽 風薫)[136]
- 紅葉とワンルーム ～とある夏の一日～ -紅月ゆれる恋あかりSS- (朱雀院 紅葉)[137]
- コイ×ミツ～八重練紗祈と赤い糸の王子様～(思い出の女の子、ジョセフ)[138]
- コイ×ミツ～千葉静玖とサボテンの手紙～(思い出の女の子、ジョセフ)[138]
- コイ×ミツ ～絹織双鳩とお菓子の国の約束～(思い出の女の子、ジョセフ)[138]

#### 2022年
- アイキス3 sexy（鳥栖 十和子）[139]
- マガツバライ X-rated（斑鳩 翼）[140]
- 真・恋姫†英雄譚4 〜乙女耀乱☆三国志演義［呉］〜（郭嘉）[141]

#### 2023年
- 真・恋姫†英雄譚5 〜乙女耀乱☆三国志演義［魏］〜（郭嘉）
- 乙女の剣と秘めごとコンチェルト（卯花 陽菜/空木 日向）[142]
- 彼方の人魚姫（寺原沙織）[143]

#### 2024年
- スカイコード（八雲 あめ[144]）
- 戦国†恋姫BRAVE壱 ～四国の鬼若子、長曾我部編～（北条 暁月 氏規）
- 紬の花嫁（貴麗 山吹）[145]

#### 2025年
- 朱雀四重奏 -"最強"ノ刀姫-（朱雀院 紅葉）
- 宿りし乙女の誓いと魔法（樫原 結友）
- 猫忍えくすはーとSPIN!2（なち）

### コンシューマーゲーム
- 魔女こいにっき Dragon×Caravan（加藤恋、岡田）[146]
- シロガネ×スピリッツ!（逢坂 万梨沙）[147]
- マガツバライ（斑鳩 翼）[148]
- ガラス姫と鏡の従者 (安西 鹿子)[149]
- 紅月ゆれる恋あかり（朱雀院 紅葉）[150]
- 雲上のフェアリーテイル（ダリア・キルジャプキナ）[151]
- 同級生リメイクCSver（桜木 舞）[152]

### 同人ゲーム
- りりかる!（橘高 彩芽[153]）
- おしえて りとるばんぱいあ（弥千代[154]）
- 俺たちが死んだ夏、天使のいた三日間。（夏海[155]）
- Maidoll（葉山 瑞希）
- かつてありし陽（新海都 津）
- 三十路の童貞力（ラケシス[156]）
- 異世界の守護姫は、呪われし悪鬼のキスを待つ（ニーナ）
- 弱みを握って人妻とその娘をパコってみた（椎名 桃華）[157]
- なないろスクリプト（河合 結月）[158]

### オンラインゲーム
- 大冒険！ゆけゆけ☆おさわりアイランド（フィーネ、他）[159]
- Quiz of Walkure（勝負の女神 ネイア、進撃の妹 リエット、魔の手綱 ニルセー）[160]
- いくさひめ〜天下ワレメの戦い〜[160]
- ドキドキ★病んでミック（早川 光、黒井 久留美、西島 夕日、キング・ミクダス、熱井 印、上原 梢枝、明担 帝）
- ガールズ&プレジデンツ！（蒼森 紫鶴、松本 伊波）[160]
- 天頂-TEPPEN（植田 優希、内山 刀花、日笠 みなみ、望月 寧々）[160]
- パズル&ドールズ（杠葉、ルシア、奈良沢 美結）[160]
- うんてい時計（ダリア・キルジャプキナ）
- ブレイヴガール レイヴンズ（シャーロット、エレーナ、ラグズ）[161]
- 万物乙女☆ダンジョンズ (ハトスカ)[162]
- 戦乱プリンセス（真田幸村、五郎八姫、朝倉義景、那須与一、山内一豊、弁丸、土方歳三）[163]
- 宝石姫 JEWEL PRINCESS（アズライト、真田幸村）[164]
- アイオライトリンク（ナルメル）[165]
- ぼくらの放課後戦争 (高梨 心愛)[166]
- FLOWER KNIGHT GIRL（魔想志津香,朱雀院 紅葉）[167][168]
- ミナシゴノシゴト（サリー・ルチアーノ,魔想志津香）[169][170]
- 戦国†恋姫オンライン～奥宴新史～（北条 暁月 氏規）[171]
- ふるーつふるきゅーと！（真田幸村）[172]
- 超昂大戦 エスカレーションヒロインズ（魔想志津香[ビートクワィエット・シヅカ]）[173]
- にじげんカノジョ（くぅこ）[174]
- Deep One 虚無と夢幻のフラグメント（朱雀院 紅葉）[175]
- シュガーコンフリクト-甘いケモノ計画-（ダックワーズ）[176]
- 宝石姫 Reincarnation（アズライト）
- オトギフロンティア（真田幸村）[177]

### オーディオドラマ
- ダキカノ 2ndシーズン Vol.10（2017年、川澄 奈緒)[178]
- ダキカノ 7thシーズン  Vol.5（2024年、亜麻音ひびき)[179]

### OVA
- 妹ぱらだいす2
  - 上巻 ヒミツのヴァージンぶれいく❤（七瀬 理々奈）[180]
  - 下巻 独り占め、ヴァージンぶれいく❤（七瀬 理々奈）[181]
- 巨乳家族催眠＃1 家族の絆（間宮 夏希）[19]
- リアルエロゲシチュエーション！ THE ANIMATION（天咲 彩愛）
- 添いカノ～ぎゅっと抱きしめて～ THE ANIMATION（千雪 灯子）
- 同級生リメイク THE ANIMATION（桜木 舞）[182]

### CD
- ドキドキ！ True Love / Focus Love[183]
- 夜光の蝶 / 眩惑のMarionette[183]
- Sleep Walker / 優しい棘[183]
- Just A 'Dummy' / 烙印
- ほめられてのびるらじおZ Presents「ほめらじんろう」[184]

### 音声作品
- ちゅぱちゅぱ☆でいず フェラボイスドラマ10連発（ドSな先生）
- パチュリーにめちゃ愛されCD（パチュリー）[185]
- パチュリーがもっとあまやかCD（パチュリー）[186]
- パチュリーにぐっとじらされCD（パチュリー）[186]
- たまゆらの宿 かさね（かさね）[187]
- パチュリーの赤ちゃんになる魔法（パチュリー）[188]
- 最強極甘★いもうとぱらだいすっ!!!（明里）
- たまゆらの宿 かさね ～雨やどり～（かさね）[189]
- パチュリーとねんねの薬（パチュリー）[190]
- Healing of King～アサシンと一緒にエッチなお風呂～（アサシンさん）[191]
- 耳かきカノジョの詰め合わせ2(上司なカノジョ)[192]
- おしえごカノジョ 2年ぶりの再会から初エッチするまでの話（みき）[193]
- 私立聖小公女学院口淫部[東方院夢露子編]フェラを学ばせてください（東方院夢露子）[194]
- JKフェラチオ! ぬくぬくとろけるスローフェラが得意なノノカさん（甘泉ノノカ）[195]

### インターネット番組
※はインターネット配信。
- シンソウノイズ〜くすはらゆい&橘まおのラジオ事件簿〜（2016年 - 2017年、音泉※）[196]
  - シンソウノイズ〜くすはらゆい&橘まおのラジオ事件簿〜 2nd Season（2019年、YouTube※）[197]
  - くすはらゆい＆橘まおのMissingラジオ事件簿（2019年、YouTube※）[198]
- 橘まおと花澤さくらのあかべぇらじお（2017年 - 2018年、音泉※）[199]
- CLIP☆CRAFTらじお（2018年～、YouTube※）[200]
- 同級生リメイク生放送（2020年-2021年、YouTube※）[201]

### 歌
- ドキドキ！ True Love（『パパドキッ！ 〜パパが大好きだけど、家族だから問題ないよね！〜』主題歌）
  - 歌：PaPaDOKI☆Sisters（橘まお、このえゆずこ、結衣菜）
- 眩惑のMarionette（『巨乳家族催眠「家族なんだから、セックスするのは当たり前よね……」』主題歌）
- 初恋はダーリン☆（『バレーコーチんぐ！ 〜崖っぷちな俺と、バレー部員達とのエッチでドキドキ合宿猛特訓！〜』主題歌）
- Let's JAM!!（『すたーらいと☆アイドル -Colorful Top Stage!-』主題歌）
  - 歌：CRESCENT（赤崎希望（佐倉もも花）、黄泉川愛奈（西乃ころね）、橙野純（朝香ナツ）、津嘉田翠（葉市憂）、水無瀬藍華（橘まお））
- Magical Rainbow（『すたーらいと☆アイドル -Colorful Top Stage!-』）
  - 歌：CRESCENT（赤崎希望（佐倉もも花）、黄泉川愛奈（西乃ころね）、橙野純（朝香ナツ）、津嘉田翠（葉市憂）、水無瀬藍華（橘まお））
- 優しい棘（『牝教師4 〜穢された教壇〜』主題歌）
- 烙印（『課外授業 -私立白麗女子学園-』主題歌）
- Mirror Neuron（『支配の教壇II』主題歌）
- Love me do（『恋愛リベンジ』鈴白鈴エンディングテーマ）
- アイノカゼ（『love, VAMPIRE FLOWERS』エンディングテーマ）
  - 歌：柊香礼、唯香、橘まお

### イベント出演
- 電妄トークライブ
- 歌姫☆サミット（ライブ）[202]
- DiGination5周年記念オンライントークイベント[203]